# Lochan Dubh Cadhafuaraich
Lochan Dubh Cadhafuaraich ist ein Süßwassersee in der schottischen Council Area Highland beziehungsweise der traditionellen Grafschaft Sutherland. Der See ist nicht zu verwechseln mit dem nur wenige Kilometer entfernt gelegenen Lochan Dubh oder Lochan Dubh Cùl na h-Amaite.

## Beschreibung
Der See liegt auf einer Höhe von 397 Metern über dem Meeresspiegel in der dünnbesiedelten Grafschaft Sutherland im Norden Schottlands. Seine Ufer sind unbesiedelt. Die nächstgelegenen größere Siedlung ist das 15 Kilometer südwestlich gelegene Lairg. Der Lochan Dubh Cadhafuaraich ist nicht durch Straßen erschlossen. Die nächstgelegene öffentliche Straße ist eine untergeordnete Straße, die etwa sieben Kilometer südwestlich verläuft. Ein kurzes Stück nördlich befindet sich der größere Glas-loch Mór.
Der längliche Lochan Dubh Cadhafuaraich weist eine maximale Länge von 0,41 Kilometern bei einer maximalen Breite von 0,24 Kilometern auf, woraus sich eine Fläche von sechs Hektar und ein Umfang von einem Kilometer ergeben. Die mittlere Tiefe des Lochan Dubh Cadhafuaraich beträgt 2,5 Meter, wobei der See höchstens 5,8 Meter tief ist. Sein Volumen beträgt 153.303 Kubikmetern. Sein Einzugsgebiet umfasst 34 Hektar und besteht zu etwa 83 % aus Moorflächen, während Grundwasser 17 % des Zuflusses zu Lochan Dubh Cadhafuaraich ausmacht. Das Einzugsgebiet erstreckt sich im Wesentlichen nach Nordwesten. Der See besitzt keine benannten Zuflüsse. Vom Südufer fließt ein unbenannter Bach ab, der über den Coirefrois Burn in das Black Water entwässert, das über den Brora in den Moray Firth abfließt.